# Masia fortificada de San Juan
La Masia fortificada de San Juan està ubicada a la Partida de San Juan, al terme municipal d'Altura (Alt Palància), al País Valencià. Es tracta d'un conjunt d'habitatges protegits per una murada exterior i que donen a un únic pati interior. És un Bé d'Interés Cultural, amb cofi identificatiu: 12.07.012-010, segons dades de la Direcció General de Patrimoni Artístic de la Generalitat Valenciana.

## Història
Ubicada entre Altura i Gàtova, enmig d'un paisatge de pinars de la Vall del Palància i a tocar de la Serra Calderona. L'origen de la masia es troba a una alqueria àrab, que posteriorment va entrar dins dels dominis de la Cartoixa de Valldecrist. Als segles xviii i xix va ser ampliada. A causa de la Desamortització de Mendizábal, la masia va passar al patrimoni del Marqués d'Almunia. Als anys 40 del segle xx va ser adquirida pels seus propietaris actuals, que el 2002 la van restaurar i condicionar com a allotjament de turisme rural.
Durant l'edat mitjana la zona de la serra Calderona era lloc d'incursions militars ràpides, i atès que a més a la zona no hi havia castells on refugiar-se en cas d'atac enemic; la població agrària, dispersa, va haver d'enginyar-se-les per poder defensar-se ells i les seues collites, d'aquests fugaços atacs. Sorgeixen així les masies fortificades.

## L'edifici
La Masia fortificada que es conserva en l'actualitat correspon en la seua major part al plànol original de la reforma del segle xix.
Consta de quinze habitatges completes i independents entre si, de dos pisos cadascuna, i organitzades al voltant del pati central. Com la masia fortificada de Cucalón, presenta un recinte emmurallat, que tanca completament la resta de les instal·lacions, que queden d'aquesta manera protegides de l'exterior. La masia en si presenta planta quadrada i està construïda de maçoneria i no presenta merlets. Té un aspecte semblant a un castell, a causa de presentar el recinte emmurallat amb torrasses circulars (de fàbrica de maçoneria i carreu, i que són part de les restes més antigues, juntament amb les muralles) a les cantonades, en el qual sí que s'observen merlets.